# 井伊直兴
井伊直兴（日语：／ Ii Naooki，1656年3月31日—1717年5月30日），日本江户时代前期至中期的谱代大名。江户幕府大老。近江彦根藩第四及第七代藩主。他也以直治、直该之名行世。
直兴幼名吉十郎，任正四位上左近卫中将、扫部头。是井伊直孝第四子井伊直绳的长男。母樱居氏。正室本应是蜂须贺隆重之女，但她于婚礼前便过世了。

## 生平
直兴生于明历二年三月六日（1656年3月31日），他的父亲直绳在伯父直滋于万治元年（1658年）被废嫡之前就去世了，他的叔父井伊直澄便继承了藩主之位。井伊直孝生前曾指定直兴继承直澄的位置，于是后者在宽文十二年（1672年）十一月二十七日成为了直澄的养子，并于延宝四年（1676年）继承家督。
直兴于延宝六年（1678年）流放了76名因穷困和借金上诉的藩士，七年，他制定了家中法度，对家臣实行严厉的统制。另外，直兴于下屋敷（槻御殿）模仿潇湘八景和近江八景建造了玄宫园。元禄四年，命家老木俣守长编纂了《侍中由绪书》来记载藩士的家系和血统。六年，对藩士下达了贡米的指令。十年一月十一日，允许之前被流放的76名藩士回归。十二年，彦根藩发生了饥荒，直兴下令放米救援。
延宝八年（1680年），获得溜间诘资格。元禄八年（1695年）十一月二十八日入江户城受命为老中。元禄十年六月十三日，成为大老。三年后（1700年）因病辞官归国。元禄十四年（1701年），将家督让给次子井伊直通后隐居并改名直治。然而直通于宝永七年（1710年）以二十二岁的年龄早逝，其弟直恒继位后也于同年十月很快夭折了。这时，已经剃发出家、法号觉翁的直兴还俗并改名直该，再次担任彦根藩主，直到下一名男嗣长成为止。正德元年（1711年）二月十三日，再度担任大老。
正德三年（1713年），直该在德川家继的元服礼上担任了负责加冠的乌帽子亲。四年（1714年），井伊直惟元服，直该再度退位隐居。后出家，号全翁。享保二年（1717年）薨，享年62岁。